# 1-(5-氯-2-噻吩基)-2-甲氨基-1-丙酮
1-(5-氯-2-噻吩基)-2-甲氨基-1-丙酮（5-Cl-βk-MPA）是一种具有兴奋作用的娱乐性策划药。它是一种基于噻吩环的卡西酮衍生物，与βk-MPA和5-MMPA相似。它最初于2017年在匈牙利被发现，并于2018年被匈牙利、2020年被意大利认定为非法药物。